# Schloss Ferrières

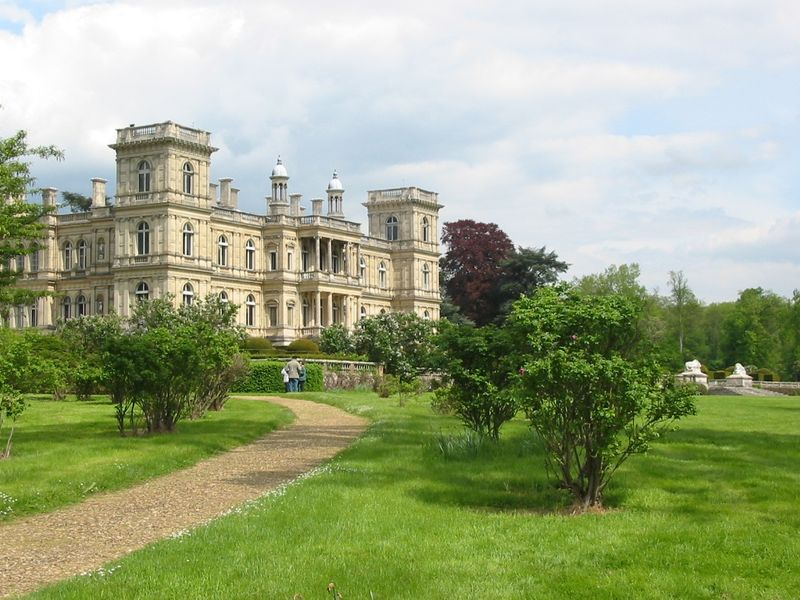
Schloss Ferrières-en-Brie

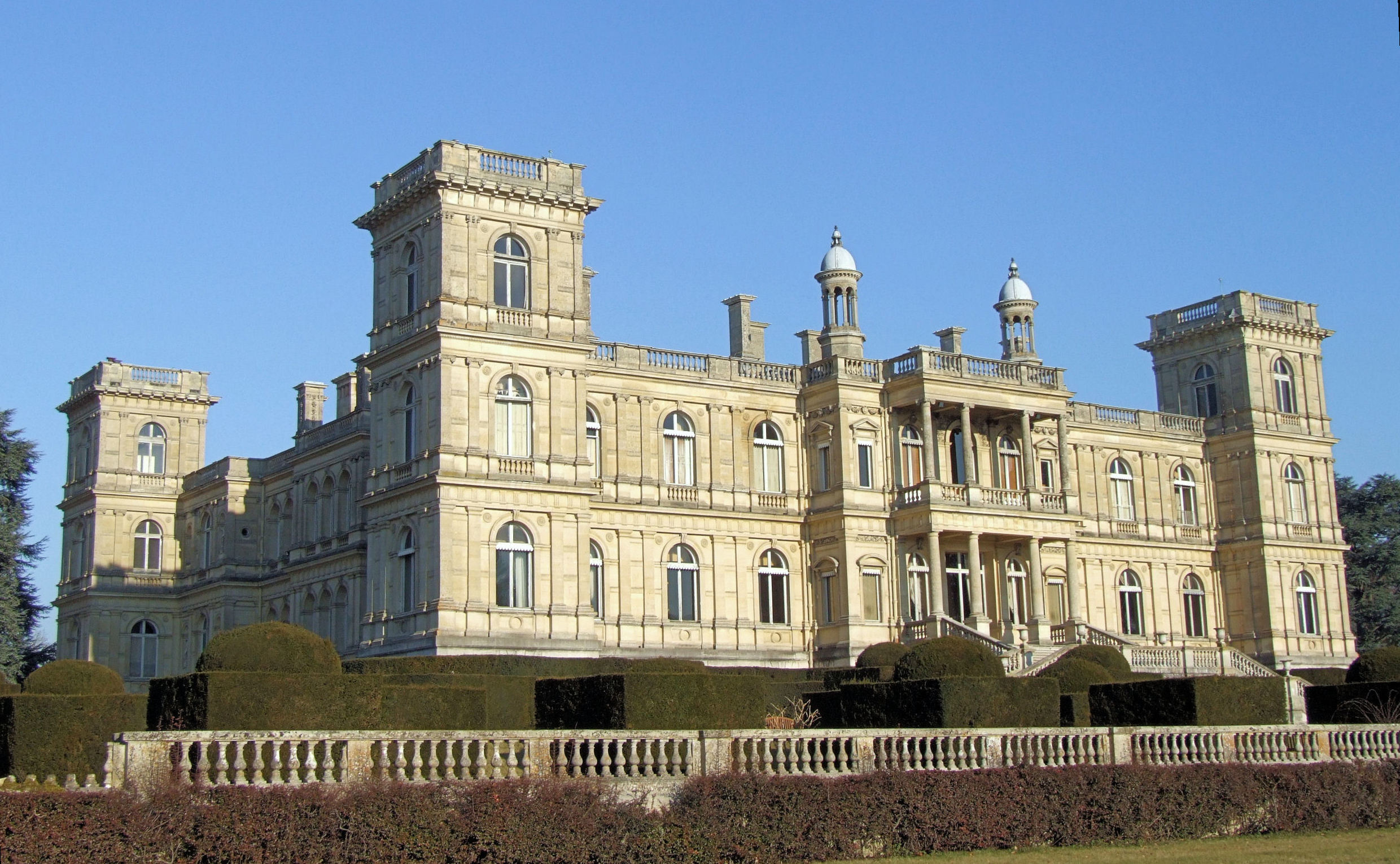
Vorderansicht des Schlosses

Das Schloss Ferrières in Ferrières-en-Brie wurde im 19. Jahrhundert zwischen 1855 und 1859 von Baron James de Rothschild als Familiensitz errichtet. Rothschild war einer der reichsten Franzosen seiner Zeit und galt als bedeutender Finanzmann. Neben dem Schloss Ferrières besaß er weitere Schlösser und Paläste, zum Beispiel das Château Lafite, ein Stadtpalais in Paris, das Schloss Boulogne und ein Stadthaus in der Rue Lafitte 19 in Paris. Ferrières war mit einem Preis von etwa 18 Millionen Francs die teuerste seiner Immobilien.

## Geschichte
Das Areal der Domaine Ferrières umfasste zur Zeit des Baus über 3000 Hektar Wald und Weideland, die Baron James de Rothschild von Joseph Fouché erwarb. Anschließend beauftragte er den englischen Architekten Joseph Paxton mit dem Bau des Schlosses, der für seinen Bruder Amschel Mayer von Rothschild das Anwesen Mentmore Towers in Buckinghamshire mitentworfen hatte. Das repräsentative Schloss der vermögenden Familie sollte ständiger Wohnsitz in guter Lage nahe Paris werden.

## Beschreibung

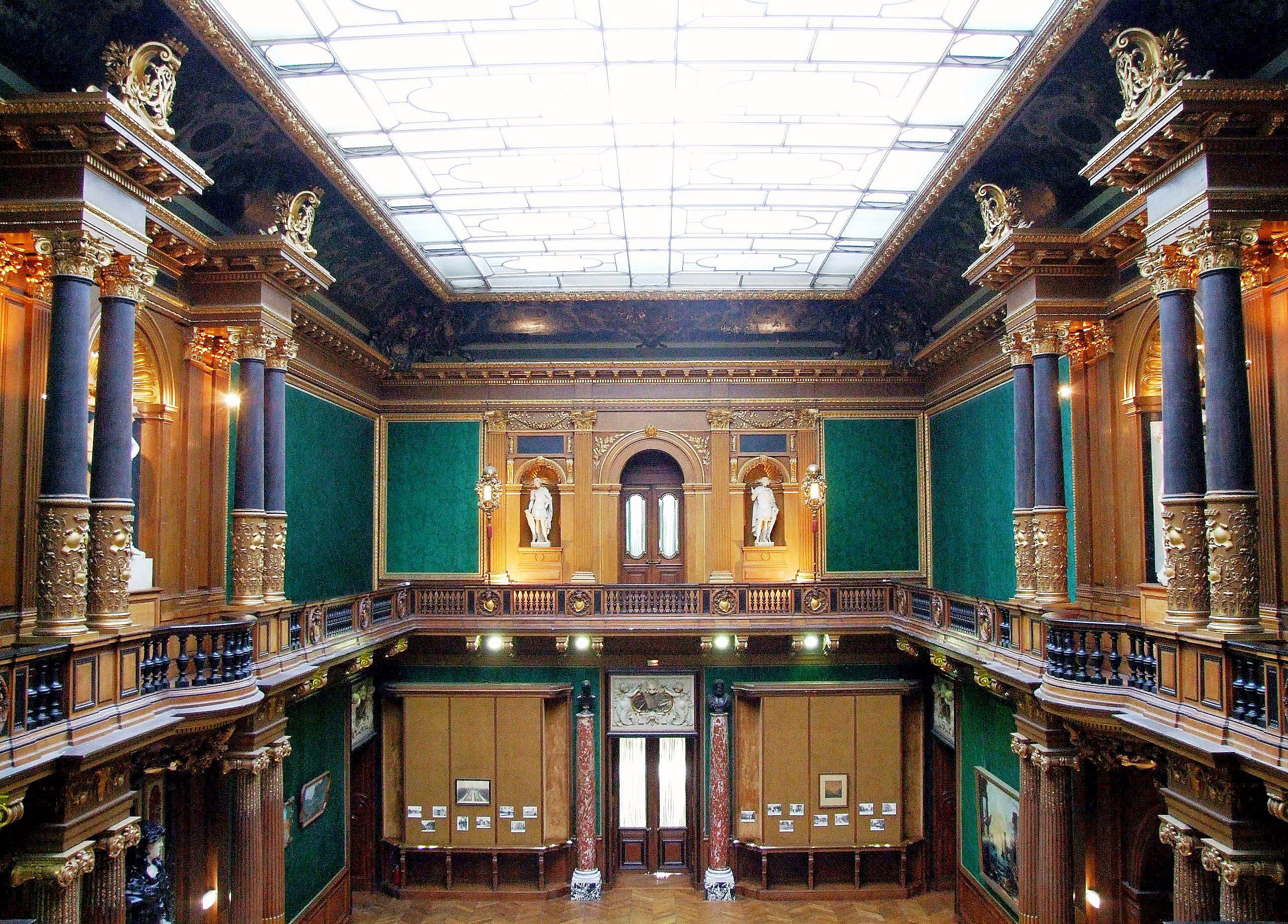
Der Ballsaal

Wie das Rothschild-Palais am Untermainkai in Frankfurt am Main, Mentmore Towers oder das Maison de Rothschild in Pregny-Chambésy ist auch Schloss Ferrières ein Beispiel für die Entwicklung des Historismus im 19. Jahrhundert. Versatzstücke aus verschiedenen Stilepochen wie italienischer Renaissance, französischem Louis-quatorze und Louis-seize werden im Bau eklektizistisch kombiniert. Der große Garten wurde als englischer Landschaftsgarten angelegt.
Das Schloss auf einer quadratischen Grundfläche von 65 mal 65 Meter hat Türme an den vier Ecken, die früher Kuppeln trugen. In dem bereits mit Zentralheizung ausgestatteten Bau war für alle wichtigen Zimmer Kalt- und Warmwasser verfügbar. Die Küche war in einem Nebengebäude untergebracht und durch eine unterirdische Eisenbahn mit dem Schloss verbunden.

## Besitzer und Besetzer
Bei der Belagerung von Paris 1870 wurde das besetzte Schloss zum preußischen Hauptquartier von Bismarck und Moltke. Hier traf sich am 19. und 20. September 1870 Jules Favre mit Otto von Bismarck und versuchte vergeblich, einen Friedensvertrag ohne demütigende Übergabe von Paris zu erreichen. Um 1912 gehörte es Édouard Alphonse James de Rothschild. Im Zweiten Weltkrieg wurde das Schloss erneut von deutschen Truppen besetzt, diesmal auch geplündert. In der Folge stand es bis 1959 leer.
Die letzte Familie, der das Schloss Ferrières gehörte, waren Guy de Rothschild (1909–2007) und seine zweite Ehefrau Marie-Hélène van Zuylen van Nyevelt (1927–1996). Guy de Rothschild, der auf dem Familiensitz seine Kindheit verbrachte, beschreibt das Schloss, in dem er aufwuchs, ausführlich in seinen Memoiren. Als die Rothschilds beschlossen, es wieder zu eröffnen, übernahm Marie-Hélène die Renovierung des Schlosses und machte es zu einem Ort, an dem der europäische Adel mit Musikern, Künstlern, Modedesignern und Filmstars bei großen Soirées und rauschende Bälle zelebrierte, die zu den führenden Ereignissen der Pariser Gesellschaft zählten. Marie-Hélène veranstaltete regelmäßige Bälle und Partys im Schloss Ferrières. Am 12. Dezember 1972 veranstaltete sie den Surrealisten-Ball mit Salvador Dalí als Ehrengast.
1975 wurde das Château de Ferrières von Guy und Marie-Hélène de Rothschild dem Kanzleramt der Pariser Universitäten geschenkt, doch sie behielten das Haus, das sie in den umliegenden Wäldern gebaut hatten. Guy de Rothschild zeigte sich aber in seinen 1983 erschienenen Memoiren enttäuscht, dass es in einen „traurigen, traumlosen Schlaf“ versunken sei. 2009 hieß es, angesichts der Fülle ihres durch Schenkungen und Legate zugewachsenen Immobilienvermögens, aber auch angesichts der hohen Erhaltungskosten und geringen Einnahmen, sei seitens der Universitätsverwaltung an die Veräußerung des unter Denkmalschutz stehenden Schlosses gedacht.
Im Oktober 2015 wurde im Schloss eine private Hochschule für Hotel- und Gastronomiemanagement und Luxus („Ferrières ecole de l'excellence à la Française pur Hôtellerie Gastronomie et Luxe“) eröffnet. Die Leitung erfolgt von erfahrenen Fachkräften.

## Lage und Besuche
Das Schloss Ferrières en Brie liegt vor den Toren von Paris, in der Region Île-de-France und dem Département Seine-et-Marne, RER-Station: Bussy-Saint-Georges.
Es kann im Untergeschoss vollständig besichtigt werden. Im Obergeschoss befinden sich meistens Ausstellungen. Auch können Räumlichkeiten zum Beispiel für Empfänge, Feste und Dreharbeiten gemietet werden.

## Sonstiges
Schloss Ferrières diente als Drehort für Roman Polańskis Mystery-Thriller Die neun Pforten und einer Folge der Fernsehserie Relic Hunter – Die Schatzjägerin. Szenen aus dem Film Le Comte de Monte-Cristo (2024) wurden 2023 dort gedreht.